# John Hansen (roddare)
John Ørsted Hansen, född 8 oktober 1938 i Köpenhamn, 
död 29 augusti 2022 i Køge, var en dansk  roddare.
Hansen blev olympisk guldmedaljör i fyra utan styrman vid sommarspelen 1964 i Tokyo.